# Nusa Jaya (Belitang III)
Nusa Jaya is een bestuurslaag in het regentschap Ogan Komering Ulu van de provincie Zuid-Sumatra, Indonesië. Nusa Jaya telt 1685 inwoners (volkstelling 2010).